# غاري كروسان
غاري كروسان (بالإنجليزية: Gary Crossan)‏ هو منافس ألعاب قوى أيرلندي، ولد في 20 أكتوبر 1971 في دونيجال ‏ في جمهورية أيرلندا.